# حديقة فوياجرز الوطنية
حديقة فوياجرز الوطنية (بالإنجليزية: Voyageurs National Park) هي حديقة وطنية أمريكية تقع في شمال ولاية مينيسوتا بالقرب من مدينة إنترناشونال فولز وإلى الشرق تحدها منطقة باونداري ووترز كانو ويلدرنس، وقد تأسست عام 1975. اسم المتنزه يخلد ذكرى الرحالة - تجار الفراء الكنديون-الفرنسيون الذين كانوا أول المستوطنين الأوروبيين الذين يسافرون عبر المنطقة. تشتهر الحديقة بمواردها المائية الرائعة، وايضا براكبي قوارب الكانو وراكبي الكياك وغيرهم من طوافي القوارب والصيادين. يضم المنتزه جزيرة كابيتوجاما، التي تقع بالكامل داخله وتشكل معظم مساحة أراضيه، ويشار الا انه لا يمكن الوصول إلى المتنزه إلا عن طريق القوارب.
تحتوي الحديقة على العديد من منحدرات القوارب وتتمركز الزوارق على محيطها، على الرغم من أن الجزء الرئيسي من المنتزه لا يمكن الوصول إليه إلا عن طريق القوارب الا انه يمكن في فصل الشتاء عن طريق المشي فوق البحريرات والانهار المتجمد بواسطة الأحذية الثلجية. في عام 2018، استضافت الحديقة 239,656 زائرًا.

## الجغرافيا

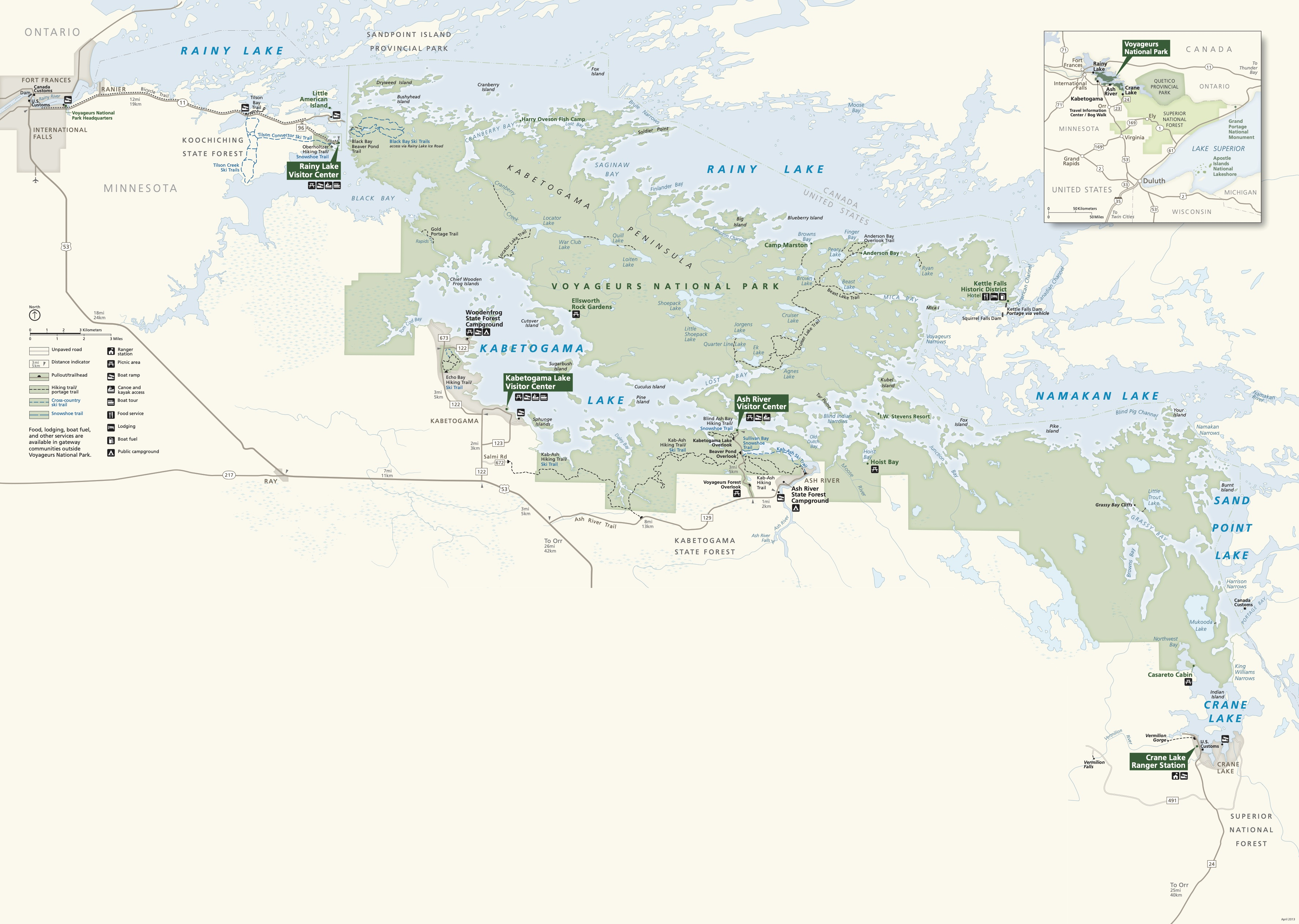
خريطة المنتزه (اضغط على الخريطة للتكبير)

تقع حديقة فوياجرز الوطنية على الدرع الكندي، ويتراوح عمر الصخور فيها بين 1 و3 مليارات سنة. وهي من أقدم الصخور في قارة أمريكا الشمالية. تشكلت صخور المنتزه خلال العصور المبكرة لتكوين الأرض، وتعرضت لقدر هائل من الضغط. ثم تدفقت الحمم المنصهرة من خلال الطبقات مكونة فسيفساء من أنواع مختلفة من النيس والجرانيت. وبمرور الوقت نشأت طبقات إضافية من الصخور الرسوبية على القمة، لتتخلص منها الأنهار الجليدية القارية في حقبة ويسكونسن الجليدية وما قبلها.
تنتمي معظم الصخور الموجودة في الحديقة إلى الدهر السحيق بالإقليم الجيولوجي، التابع للمحافظة الجغرافية الطبيعية، المرتبطة بجبال كينوران. تتكون هذه الصخور من صخور شست ونيس المنتشرة في الجزء الغربي والمنطقة الوسطى من الحديقة، كما تنتشر صخور جرانيتية لمجمع الشيست القرمزي (عمرها بين 2.69 إلى 2.64 مليار سنة) في الشرق والجنوب الشرقي. ويتبع سرب السد كابيتوجاما-كينورا (2.2. إلى 2.1 مليار سنة) نظام صدع ما قبل الكمبري باتجاه الشمال الغربي. يحتوي الركن الشمالي الغربي من الحديقة على صخور متحولة من مقاطعة ويبتون الفرعية، والتي تشكل حزامًا من الحجر الأخضر يتجه نحو الشمال الشرقي. يفصل فالق بين المقاطعتين الفرعيتين، ويشار إليهما باسم منطقة صدع نهر بحيرة السين. شهدت المنطقة الشمالية الغربية من المنتزه، في شبه جزيرة كابيتوغاما حملة حمى الذهب من عام 1893 إلى عام 1898. ويعتبر المنجم الأمريكي الصغير في جزيرة «ليتل أميريكان» واحداً من 13 منجمًا مهجورًا داخل حدود المنتزه. تم العثور في الجزء الجنوبي من الحديقة على الركام النهائي، كما يحتوي الجزء الشمالي منها على أحواض بحيرة جليدية، غير أن رواسب الحتات الجليدية والسهول المنجرفة تقع على طول أقل من 100 قدم، فيما رواسب بحيرة أغاسيز واضحة داخل المنتزه، في حين أن التصدعات والتشوهات الجليدية شائعة في الحديقة.

## الوصول إلى الحديقة
أكبر مدينة بالقرب من حديقة فوياجرز الوطنية هي إنترناشونال فولز، بولاية مينيسوتا. وعلى عكس العديد من المتنزهات الوطنية الأخرى، التي يمكن الوصول إليها بواسطة السيارة أو الدراجة أو سيرًا على الأقدام، فإن الوصول إلى فوياجرز لا يمكن إلا عبر قطع الماء. حيث يسافر العديد من الزوار بواسطة قوارب الكياك والزوارق، بينما آخرون المراكب أو يأخذون قاربًا إرشاديًا.

## البحيرات

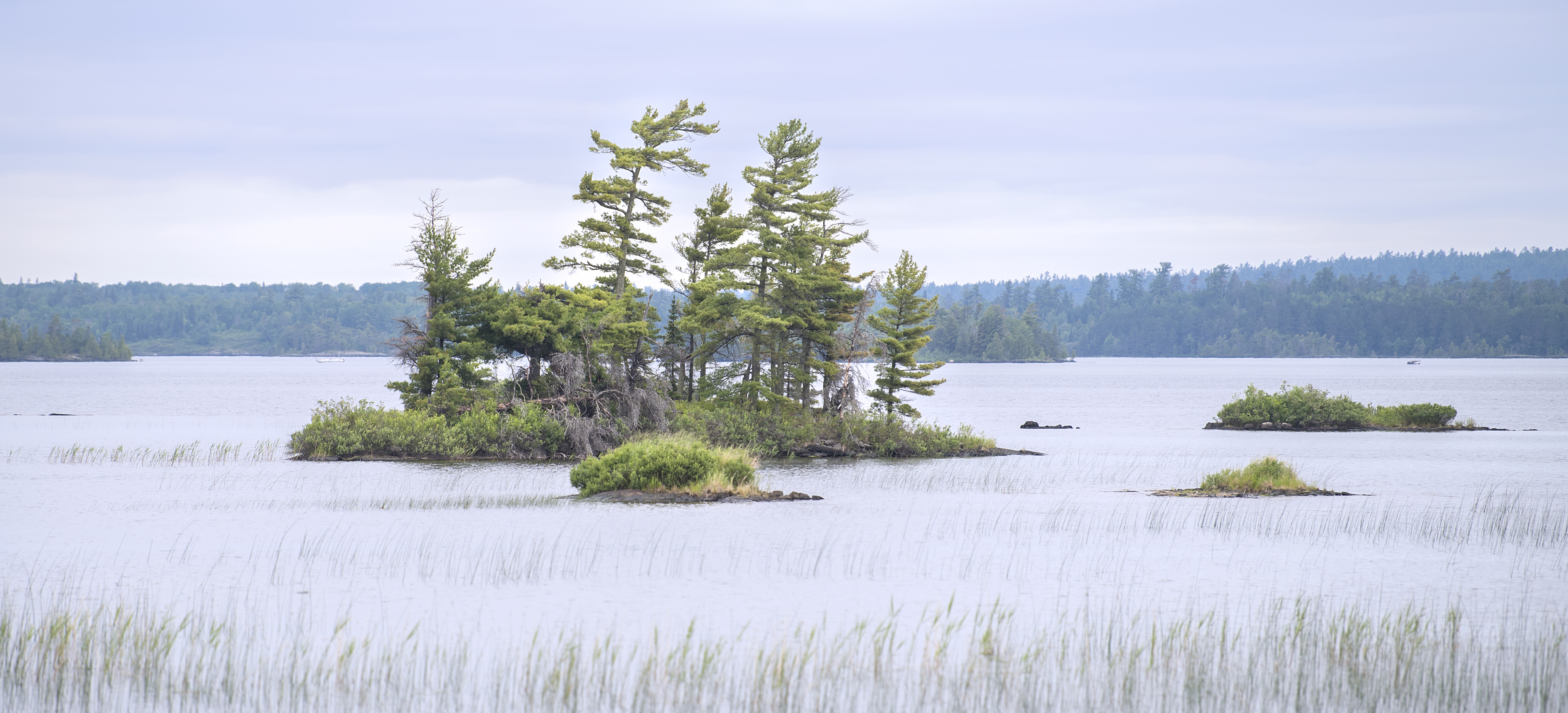
بحيرة ريني

تحتوي الحديقة أربع بحيرات رئيسية أو أجزاء منها:
- بحيرة ريني - 60 ميل (97 كـم) طويلاً، 929 ميل (1,495 كـم) من الخط الساحلي، 227,604 أكر (921.1 كـم2)، 161 قدم (49 م) أقصى عمق[8]
- بحيرة كابيتوجاما - 15 ميل (24 كـم) طويلاً، 78 ميل (126 كـم) من الخط الساحلي، 25,760 أكر (104.2 كـم2) 80 قدم (24 م) أقصى عمق[8]
- بحيرة نامكان - 16 ميل (26 كـم) طويلاً، 146 ميل (235 كـم) من الخط الساحلي، 25,130 أكر (101.7 كـم2)، 150 قدم (46 م) أقصى عمق[8]
- بحيرة ساند بوينت - 8 ميل (13 كـم) طويلاً، 92 ميل (148 كـم) من الخط الساحلي، 5,179 أكر (21.0 كـم2)، 184 قدم (56 م) أقصى عمق[8]

من بين هذه البحيرات، تقع بحيرات نامكان وريني وساند بوينت على الحدود بين الولايات المتحدة وكندا. لا يمكن الوصول إلى بحيرة نامكان وبحيرة ساند بوينت إلا بالقوارب باستثناء فصل الشتاء. الحد الجنوبي للحديقة هو الشاطئ الشمالي لبحيرة كرين. تحتوي الحديقة على العديد من البحيرات الأصغر، خاصة في شبه جزيرة كابيتوجاما. ويعتبر مسار بحيرات لوكاتور الأكثر شعبية للزوار من باقي البحيرات.

## الأنشطة الترفيهية

### التخييم
تتم صيانة وتنظيم مواقع التخييم بواسطة إدارة المتنزهات الوطنية ولا يمكن الوصول إلى معضم تلك المواقع إلا عبر البحيرات. تم تصنيف المواقع البالغ عددها 282 على أنها إما مواقع للتخييم أمامية أو خلفية، أو مواقع للمراكب، أو مواقع للاستخدام اليومي؛ وتم تحديدها بواسطة علامات ترمز لكل صنف. لا يجوز للزوار التخييم في مواقع المراكب أو مواقع الاستخدام اليومي. تم توفير خرائط توضح هذه المواقع في مركز الزوار. وتعتبر التصاريح مطلوبة للإقامة الليلية ويمكن الحصول عليها بشكل إلكتروني من خلال موقع خاص، كما يمكن الحصول عليها من مركز الزوار في المنتزه. وتقع المخيمات العامة والخاصة التي يمكن الوصول إليها بالسيارة، بالقرب من محيط الحديقة.

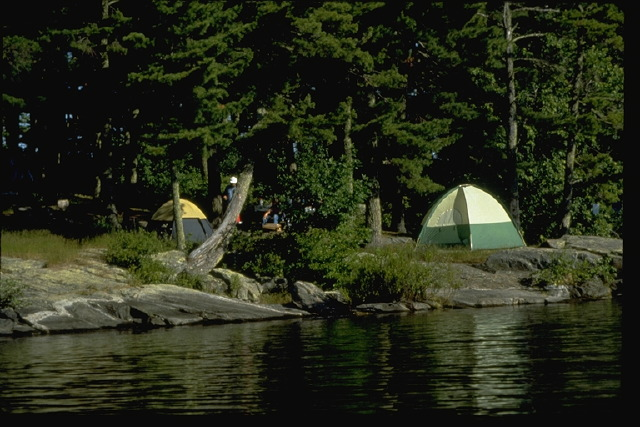
موقع تخييم على شاطئ حديقة

### صيد السمك
البحيرات الرئيسية في الحديقة هي موطن لسمك الجاحظ وسمك كراكي الرمحي وسمك المسكلنج وسمولموث وسمك الكراب. وفي البحيرات الصغيرة المنتشرة في المنتزه، يوجد سمك ارجموث باس وسمك السلمون المرقط وسمك بلوجيل وغيرها من أسماك الشمس الصغيرة والبرش الأصفر، وعلى الرغم من ذلك لا تحتوي كل البحيرات على كل أنواع الأسماك. على سبيل المثال، تم العثور على سمك السلمون المرقط بشكل أساسي في بحيرة كروزر شمال شلالات غلاية. تعد بحيرات شوباك أند روت في وسط شبه جزيرة المنتزه موطنًا لسلالة المسكلنج، والتي تختلف بشكل واضح عن سلالة ميسيسيبي (أو سلالة بحيرة ليك) الموجودة في جميع أنحاء جنوب مينيسوتا وويسكونسن. تعتبر أسماك كورجون رنكي أيضًا صيدا مفضلا للزوار عن طريق الشبكة خاصة في الخريف عند انتقالها إلى المياه الضحلة لتفرخ.

### ركوب القوارب
يتنقل الزوار ويستكشفون بحيرات وجزر المنتزه بالقوارب والزوارق والقوارب البخارية. لا يمكن الوصول إلى شبه الجزيرة الداخلية للحديقة إلا بالقوارب أو عندما توفر البحيرات المتجمدة طرقًا خارجية. الحديقة لديها نظام الزوارق والقوارب المتاحة للتأجير في البحيرات الداخلية. خلال أشهر الصيف، تقدم الحديقة أيضًا خدمة نقل مجانية إلى بحيرة داخلية، فضلاً عن جولات بالقارب بقيادة حارس الحديقة لاستكشاف المعالم الطبيعية وتاريخيه للمنتزه.

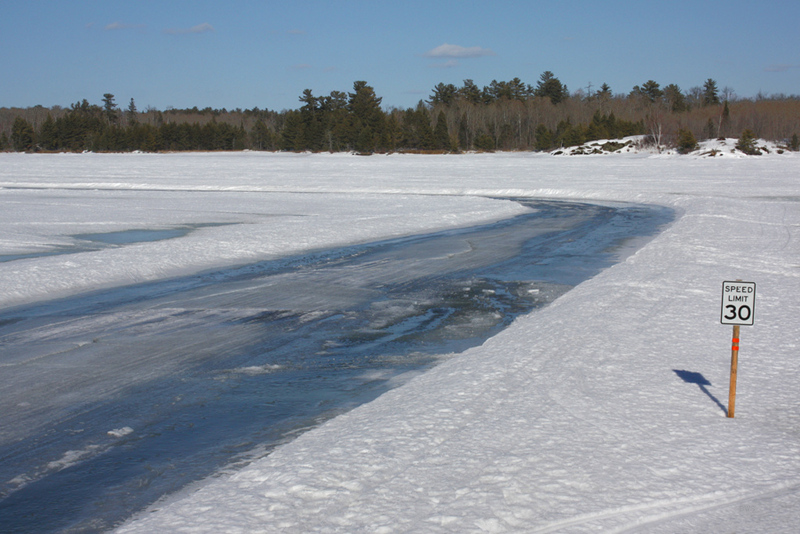
طريق بحيرة ريني الجليدي في أوائل أبريل/نيسان 2013

### التنزه
للحديقة أكثر من 50 ميل (80 كـم) من مسارات المشي. وإن كانت بعض المسارات تقع في البر الرئيسي، فإن الغالبية العظمى منها تعبر شبه الجزيرة الداخلية للحديقة، بما في ذلك مسارات باككونتري لمسافات طويلة.

### مشاهدة النجوم
يعد موقع غابة فوياجرز وموقع بركة بيفر ومنطقة كاتل فالزدام مواقع شهيرة لمشاهدة النجوم في المنتزه. بالإضافة إلى ذلك، تعمل الحديقة بشراكة مع الجمعية الدولية للسماء المظلمة على أن تصبح حديقة سماء مظلمة.

### في الشتاء
تغطى الحديقة بالثلوج من أواخر نوفمبر حتى أوائل أبريل. يتم حرث طريق بحيرة ريني الجليدي المار وتمييزه للزوار من منحدر القوارب في مركز الزوار، بإتجاه خليج كراند بيري مرورا بجزيرة دراي وييد. اعتمادًا على ظروف الجليد تشمل الأنشطة المتاحة القيادة في البحيرة والتزلج على الجليد والتزلج الريفي على الثلج والتخييم الشتوي وصيد الأسماك على الجليد والمشي بالأحذية الثلجية. يقتصر التزلج على الجليد على أسطح البحيرة المتجمدة وممر سلسلة البحيرات ذات المناظر الخلابة عبر وسط شبه جزيرة كابيتوجاما. يمكن الحصول على خرائط المسار من مراكز الزوار.
يعد استخدام عربات الجليد في الحديقة، كما هو الحال في متنزه يلوستون الوطني، أمرًا مثيرًا للجدل، حيث يزعم المعارضون أنها تلحق الضرر بالجمال الطبيعي للحديقة وتؤثر سلبًا على الحياة البرية.

### التزلج على الجليد

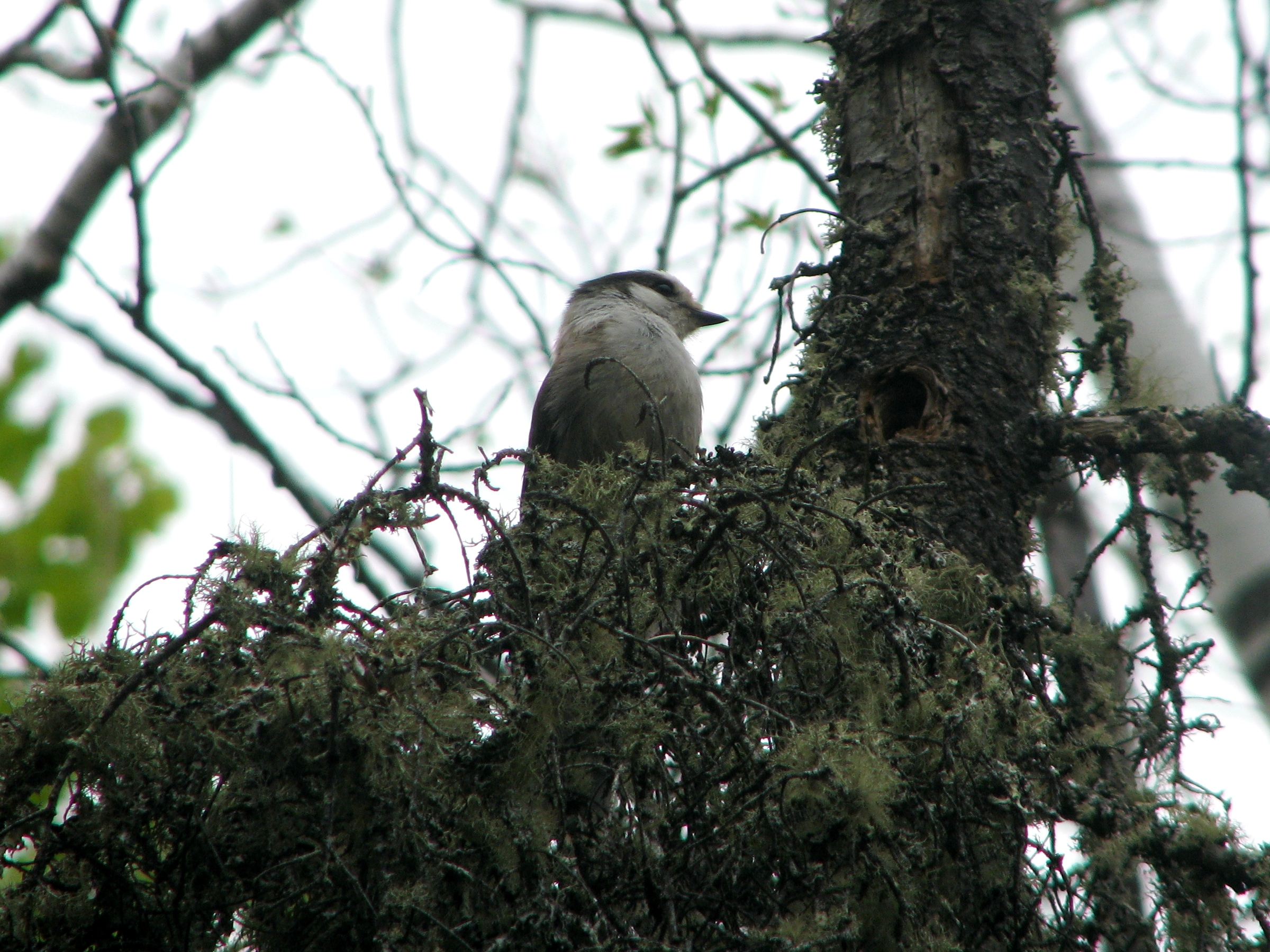
تتكاثر طيور جايز الكندية داخل موطن الغابات الشمالية بالمنتزه

## النباتات والحيوانات
وفقًا لأنواع الغطاء النباتي الطبيعي المحتمل في الولايات المتحدة، فإن حديقة فوياجرز الوطنية لها تصنيفان؛ نوع نباتي في البحيرات العظمى يتضمن الشوحوالتنوب، مع شكل نباتي من غابة المخروطيات، وشكل نباتي من أشجار الصنوبر المتواجدة شمالا.
هذه الحديقة الوطنية هي موطن لذئاب الشرقية، الدب الأسود، الموظ، ووفرة من الغزلان ذات الذيل الأبيض، والثدييات الأصغر مثل الثعالب، والقندس، وقضاعة الأنهار الشمالية، وفئران المسك، وقواع ثلجي النعال، وابن عرس والتي يمكن رؤيتها بشكل واسع في الحديقة. كما يمكن رؤية عقاب رخماء، الغاق طويل الأذن، البوم، والقواص من الطيور الشائعة الموجودة.

## قائمة المراجع
1. ↑  "Stats Report Viewer". irma.nps.gov. مؤرشف من الأصل في 2022-10-22. اطلع عليه بتاريخ 2022-10-19.
2. ↑  "Stats Report Viewer". irma.nps.gov. مؤرشف من الأصل في 2022-10-22. اطلع عليه بتاريخ 2022-11-18.
3. ↑  "NPS - Page In-Progress". www.nps.gov. مؤرشف من الأصل في 2021-10-21. اطلع عليه بتاريخ 2022-11-18.
4. ↑  Graham، J. (2007). Voyageurs National Park Geologic Resource Evaluation Report, Natural Resource Report NPS/NRPC/GRD/NRR 2007/007 (PDF). Denver: U.S. National Park Service. ص. 3,8,11–13. مؤرشف من الأصل (PDF) في 2022-01-21.
5. ↑  "English: NPS Voyageurs National Park geologic map" (PDF). يناير 2007. مؤرشف من الأصل (PDF) في 2020-03-23.
6. ↑  "English: NPS Voyageurs National Park geologic map legend" (PDF). يناير 2007. مؤرشف من الأصل (PDF) في 2022-11-18.
7. ↑  Falls, Mailing Address: Voyageurs National Park Headquarters 360 Hwy 11 East International; Us, MN 56649 Phone:-283-6600 Contact. "Plan Your Visit - Voyageurs National Park (U.S. National Park Service)". www.nps.gov (بالإنجليزية). Archived from the original on 2022-08-02. Retrieved 2022-11-18.{{استشهاد ويب}}:  صيانة الاستشهاد: أسماء عددية: قائمة المؤلفين (link)
8. 1 2 3 4  "Voyageurs National Park - Introduction" (PDF). National park Service. مؤرشف من الأصل (PDF) في 2022-09-10. اطلع عليه بتاريخ 2012-03-08.
9. ↑  "Recreation.gov - Camping, Cabins, RVs, Permits, Passes & More". Recreation.gov (بالإنجليزية). Archived from the original on 2022-11-16. Retrieved 2022-11-18.
10. 1 2  "NPS.gov Voyageurs National Park Plan Your Visit". nps.gov. National Park Service. 13 فبراير 2018. مؤرشف من الأصل في 2022-08-02.
11. ↑  "LakeFinder". Minnesota Department of Natural Resources. مؤرشف من الأصل في 2022-11-16. اطلع عليه بتاريخ 2012-03-08.
12. ↑  "Stargazing". National Park Service. مؤرشف من الأصل في 2022-08-02. اطلع عليه بتاريخ 2020-11-17.
13. ↑  "Dark Sky Park Certification". National Park Service. مؤرشف من الأصل في 2022-05-01. اطلع عليه بتاريخ 2020-11-17.
14. ↑  "U.S. Potential Natural Vegetation, Original Kuchler Types, v2.0 (Spatially Adjusted to Correct Geometric Distortions)". Data Basin. مؤرشف من الأصل في 2022-10-02. اطلع عليه بتاريخ 2019-07-19.
15. ↑  "Gray wolf - Voyageurs National Park (U.S. National Park Service)". مؤرشف من الأصل في 2022-08-03.

## روابط خارجية
- الموقع الرسمي
إدارة المتنزهات الوطنية
- حديقة فوياجرز الوطنية في مرصد الأرض التابع لناسا
- موقع الحديقة
- حديقة فوياجرز الوطنية نسخة محفوظة 27 يناير 2021 على موقع واي باك مشين.
- خريطة رقمية ودليل موقع المخيم نسخة محفوظة 27 يناير 2021 على موقع واي باك مشين.